# Craig Fagan
Anthony Craig Fagan (ur. 11 grudnia 1982 w Birmingham) – angielski piłkarz jamajskiego pochodzenia występujący na pozycji napastnika lub skrzydłowego.

## Kariera klubowa
Fagan rozpoczął karierę piłkarską jako Birmingham City. Fagan zadebiutował w Birmingham jako rezerwowy w meczu Pucharu Ligi z Leyton Orient 2 października 2002. Jego debiut w Premier League nastąpił dwa miesiące później, ponownie jako rezerwowy, przeciwko Southampton. W połowie sezonu 2002/03 został wypożyczony do Bristol City, a sezon 2003/04 spędził w Colchester United, do którego dołączył definitywnie w ramach wolnego transferu w marcu 2004.
Fagan dołączył do Hull City 28 lutego 2005, za nieujawnioną sześciocyfrową opłatę za transfer (szacowaną na około 125 000 funtów). Pięć dni później strzelił gola w swoim debiucie w wygranym 3:1 meczu z Tranmere Rovers. 
Jego dobra forma wzbudziła zainteresowanie innych klubów, a spekulacje na temat jego przyszłości pojawiły się, gdy został pominięty w kadrze zespołu na mecz trzeciej rundy Pucharu Anglii przeciwko Middlesbrough 6 stycznia 2007. Trzy dni później, 9 stycznia, oficjalnie został zawodnikiem Derby County. Derby podpisało kontrakt z Faganem, a wysokość odstępnego wynosiła 750 000 funtów, która wzrosła do 1 000 000 funtów w zależności od awansu do Premier League.
Po dołączeniu do Derby, Fagan szybko przedostał się do pierwszego zespołu i zadebiutował w wygranym 1:0 meczu z Sheffield Wednesday 13 stycznia 2007. Do końca sezonu zagrał w 17 spotkaniach w lidze i w jednym pucharowym. Następnie Fagan zagrał we wszystkich trzech meczach w udanych dla Derby play-offach, w tym w wygranym 1:0 z West Bromwich Albion finale play-off Championship.
Sezon 2007/08 okazał się dla Derby bardzo trudny, jednak sam Fagan zdołał zagrać w 22 spotkaniach w Premier League. 7 marca 2008 został wypożyczony do Hull City. Dzień później zagrał w wygranym 2:0 meczu ze Scunthorpe United. Menedżer Derby Paul Jewell ogłosił w dniu 17 czerwca 2008, że umowa dotycząca przeniesienia Fagana z powrotem do Hull została uzgodniona, a opłata ma wynosić 750 000 funtów.
W sobotę, 13 września 2008 roku, Fagan doznał złamania kości piszczelowej po „przerażającym ataku” pomocnika Newcastle United, Danny'ego Guthrie. Po powrocie Hull City do Championship, Fagan spędził prawie cały sezon 2010/11 na leczeniu kontuzji. Po zakończeniu sezonu, 10 maja 2011 roku, klub ogłosił, że kontrakt Fagana z Hull City został rozwiązany.
15 września 2011 podpisał kontrakt z Bradford City. 8 października 2011 Fagan strzelił swojego pierwszego gola dla Bradford przeciwko Torquay United. 1 maja 2012 ogłoszono, że po jednym sezonie odejdzie z klubu, wcześniej rozwiązując kontrakt. Kolejne dwa sezony spędził kolejno w Bury oraz              Gillingham. 
Karierę piłkarską zakończył w 2015 w singapurskim DPMM.
| Sezon   | Klub              | Kraj     | Rozgrywki       | Mecze | Bramki |
| ------- | ----------------- | -------- | --------------- | ----- | ------ |
| 2002/03 | Birmingham City   | Anglia   | Premier League  | 1     | 0      |
| 2002/03 | Bristol City      | Anglia   | Second Division | 6     | 1      |
| 2003/04 | Colchester United | Anglia   | Second Division | 37    | 9      |
| 2004/05 | Colchester United | Anglia   | League One      | 26    | 8      |
| 2004/05 | Hull City         | Anglia   | League One      | 12    | 4      |
| 2005/06 | Hull City         | Anglia   | Championship    | 41    | 5      |
| 2006/07 | Hull City         | Anglia   | Championship    | 27    | 6      |
| 2006/07 | Derby County      | Anglia   | Championship    | 17    | 1      |
| 2007/08 | Derby County      | Anglia   | Premier League  | 22    | 0      |
| 2007/08 | Hull City         | Anglia   | Championship    | 8     | 0      |
| 2008/09 | Hull City         | Anglia   | Premier League  | 22    | 3      |
| 2009/10 | Hull City         | Anglia   | Premier League  | 25    | 2      |
| 2010/11 | Hull City         | Anglia   | Championship    | 5     | 0      |
| 2011/12 | Bradford City     | Anglia   | League Two      | 8     | 0      |
| 2012/13 | Bury              | Anglia   | League One      | 11    | 1      |
| 2013/14 | Gillingham        | Anglia   | League One      | 18    | 2      |
| 2015    | DPMM              | Singapur | S-League        | 3     | 0      |